# روفوس دبليو. بيكهام
روفوس دبليو. بيكهام (بالإنجليزية: Rufus W. Peckham)‏ هو محامي وقاضي أمريكي، ولد في 8 نوفمبر 1838 في ألباني في الولايات المتحدة، وتوفي في 24 أكتوبر 1909 في ألتامونت في الولايات المتحدة.

## وصلات خارجية
- روفوس دبليو. بيكهام على موقع الموسوعة البريطانية (الإنجليزية)
- روفوس دبليو. بيكهام على موقع إن إن دي بي (الإنجليزية)